# Papiro Vindobonensis Greco 39777
Il Papyrus Vindobonensis Graecus 39777 (designato SymP.Vindob. G.39777) è un frammento di un manoscritto greco del Libro dei Salmi nella traduzione di Simmaco. Fu scritto su papiro a forma di rotulus. Il papiro contiene frammenti di Salmo 69 e Salmo 81 (secondo la numerazione dei Settanta è il Salmo 68 e 80).
P.Vindob. G.39777 è databile alla fine del III secolo o all'inizio del IV secolo.

## Storia
È stato pubblicato dal Dr. Carl Wessely nel suo und Studien zur Palaeographie Papyruskunde.

## Descrizione
Il papiro contenente il Tetragramma scritto con caratteri ebraici nei seguenti luoghi: Ps Sl 69:13,30,31. Simmaco l'Ebionita Traduzione faceva parte del Exapla e Tetrapli, l'opera contiene traduzioni della Bibbia ebraica in greco, questo è stato scritto da Origene. Secondo Bruce M. Metzger la traduzione greca della Bibbia ebraica preparata da Simmaco è stata fatta con un metodo diverso da quello della traduzione di Aquila, perché la sua intenzione non era una traduzione letterale, ma un messaggio intelligente del testo ebraico in greco.

## Posizione attuale
Papyrus Vindobonensis Graecus 39777 è memorizzato nella Biblioteca nazionale austriaca a Vienna come (P. Vindob. G. 39777).